# 卡西迪國際機場
卡西迪國際機場是一個位於基里巴斯聖誕島的機場，目前由斐濟的太平洋航空提供定期航班服務。

## 航空公司與目的地
| 航空公司 | 目的地       |
| -------- | ------------ |
| 斐濟航空 | 楠迪、檀香山 |